# Lista de rodovias do Brasil

Sistema rodoviário brasileiro, com as rodovias duplicadas destacadas em vermelho. O estado de São Paulo tem a maior malha viária do país.

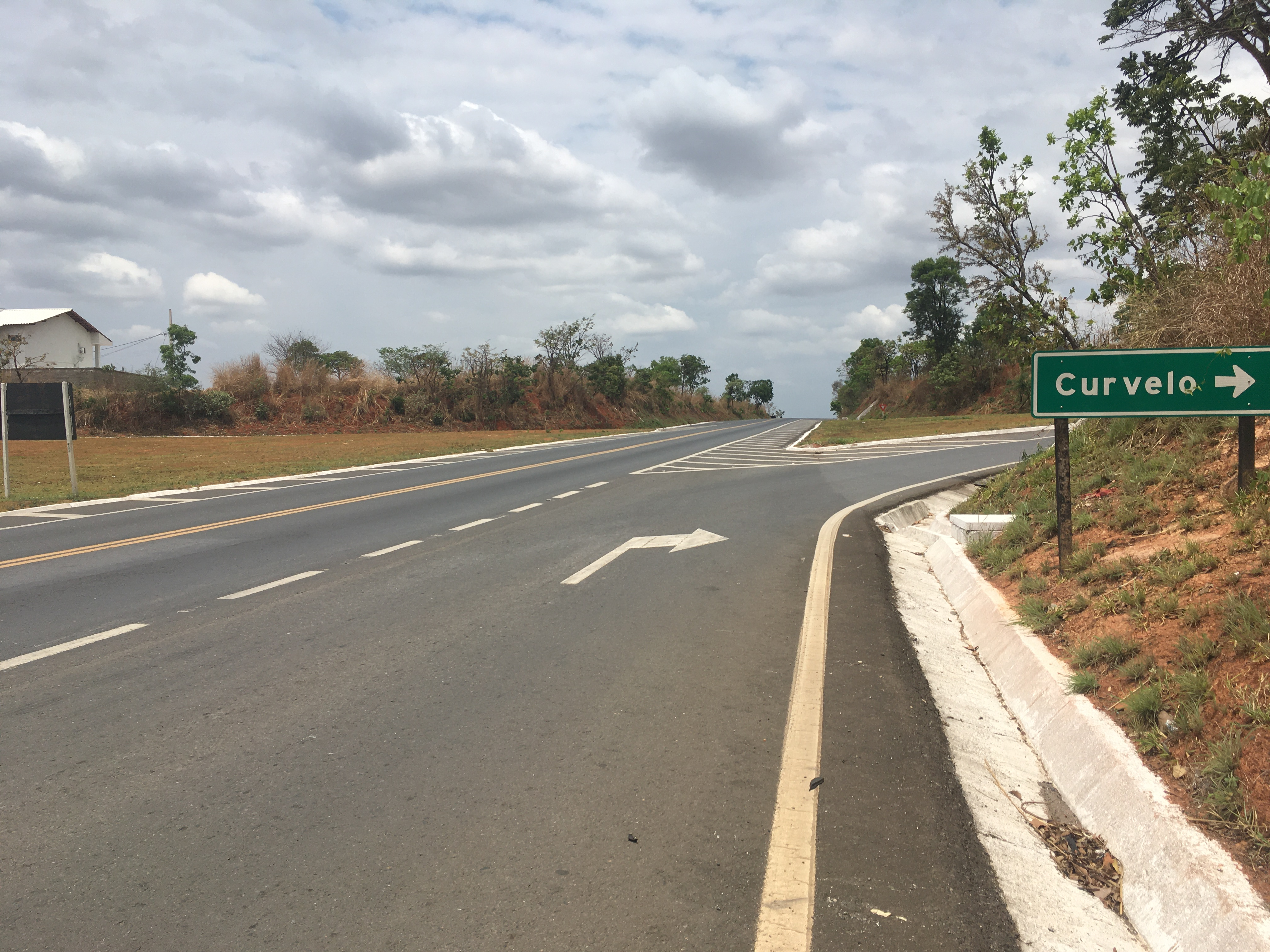
Entrada para o município de Curvelo (MG), pela BR 135, altura do Km 622, sentido norte-sul.

Esta é uma lista de rodovias do Brasil.

## Federais

BR-040 no estado de Minas Gerais

O policiamento rodoviário é realizado pela Polícia Rodoviária Federal.
Existe abaixo uma lista das rodovias federais, que recebem com a nomenclatura BR-XXX.

### Tipos
- Rodovias radiais: BR-0XX – rodovias que partem da capital federal em direção aos extremos do país
- Rodovias longitudinais: BR-1XX – rodovias que cortam o país na direção norte-sul
- Rodovias transversais: BR-2XX – rodovias que cortam o país na direção leste-oeste
- Rodovias diagonais: BR-3XX – rodovias podem apresentar dois modos de orientação: noroeste-sudeste ou nordeste-sudoeste
- Rodovias de ligação: BR-4XX – rodovias apresentam-se em qualquer direção.
- Também há rodovias iniciadas com BR-6XX, porém são poucas e de curta extensão.[carece de fontes?]

O sistema atual de numeração existe desde 1964, com modificações em 1973. Para a numeração anterior a 1964 veja o antigo sistema de numeração das rodovias federais.

### Piauí

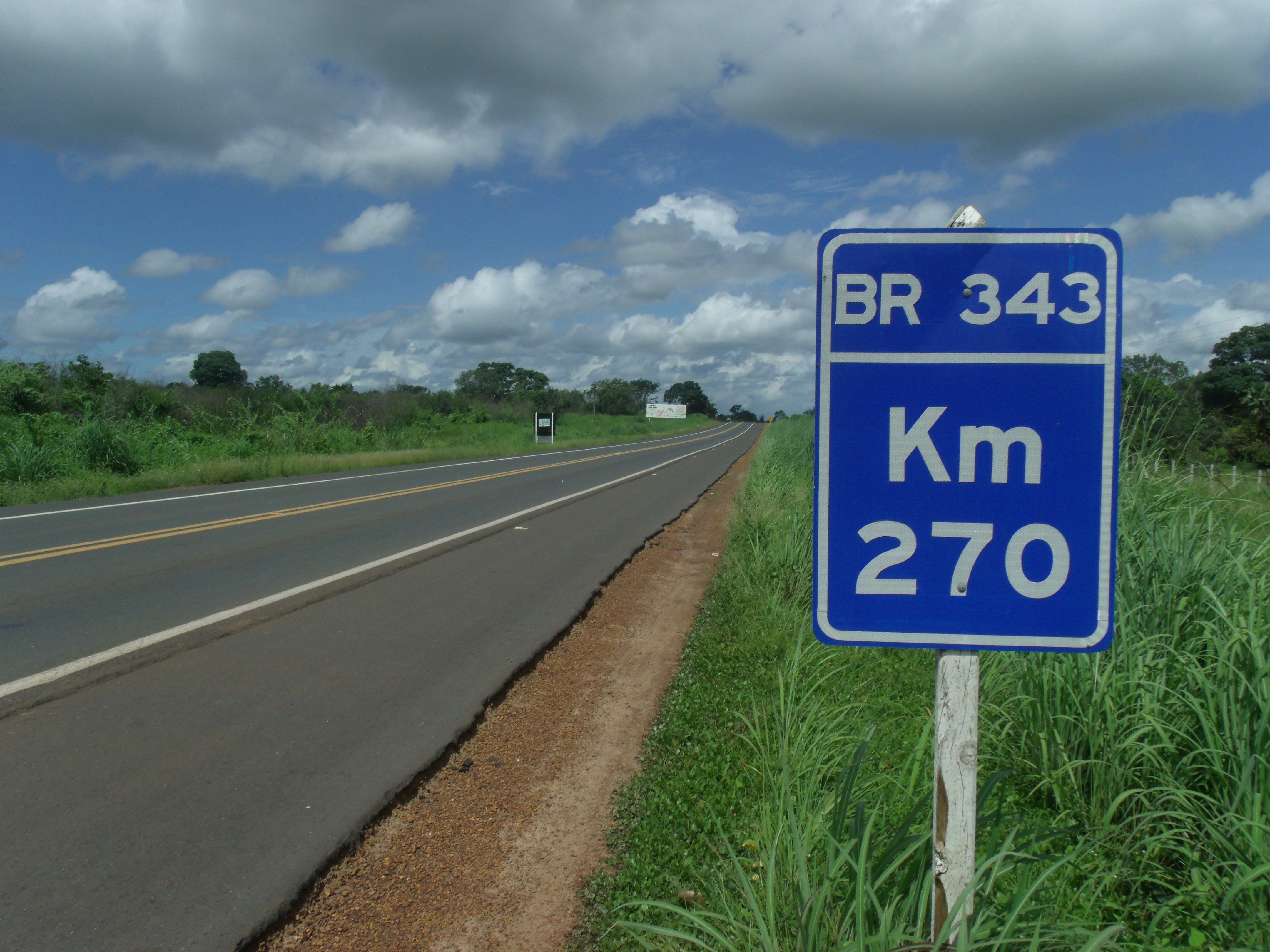
Placa de quilometragem na BR-343, no Piauí.

### Lista

#### Rodovias radiais
| - BR-010 - BR-020 - BR-030 - BR-040 | - BR-050 - BR-060 - BR-070 - BR-080 |

#### Rodovias longitudinais
| - BR-101 - BR-104 - BR-110 - BR-116 - BR-120 | - BR-122 - BR-135 - BR-146 - BR-153 - BR-154 | - BR-155 - BR-156 - BR-158 - BR-163 - BR-174 |

#### Rodovias transversais

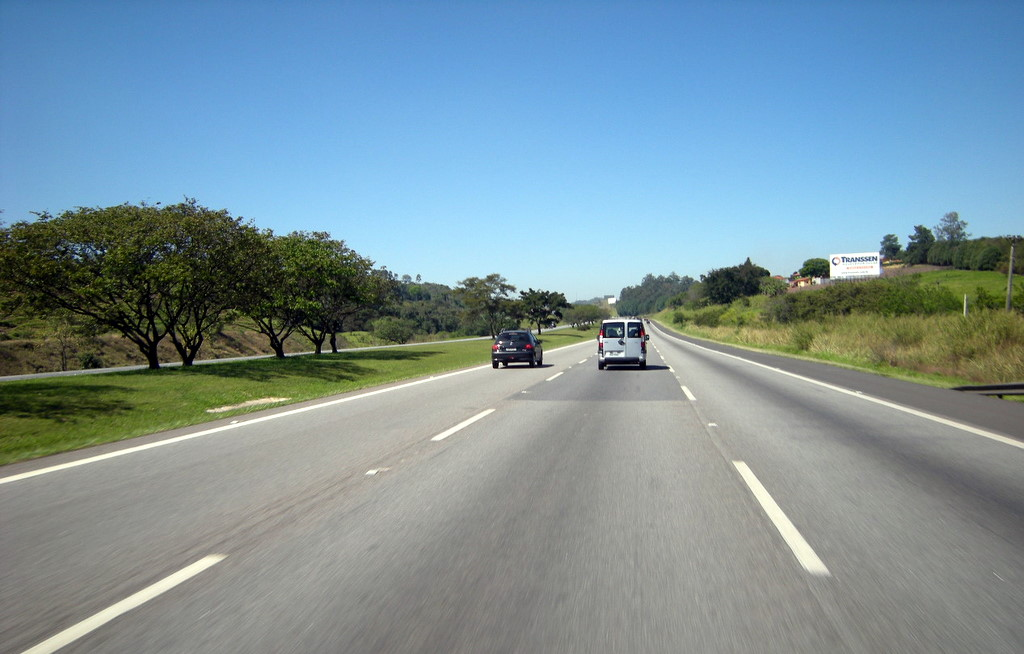
Exemplo comum de rodovia brasileira
Foto de Irene Nobrega

| - BR-210 - BR-222 - BR-226 - BR-230 - BR-232 - BR-235 - BR-242 | - BR-251 - BR-259 - BR-262 - BR-265 - BR-267 - BR-272 - BR-277 | - BR-280 - BR-282 - BR-283 - BR-285 - BR-287 - BR-290 - BR-293 |

#### Rodovias diagonais

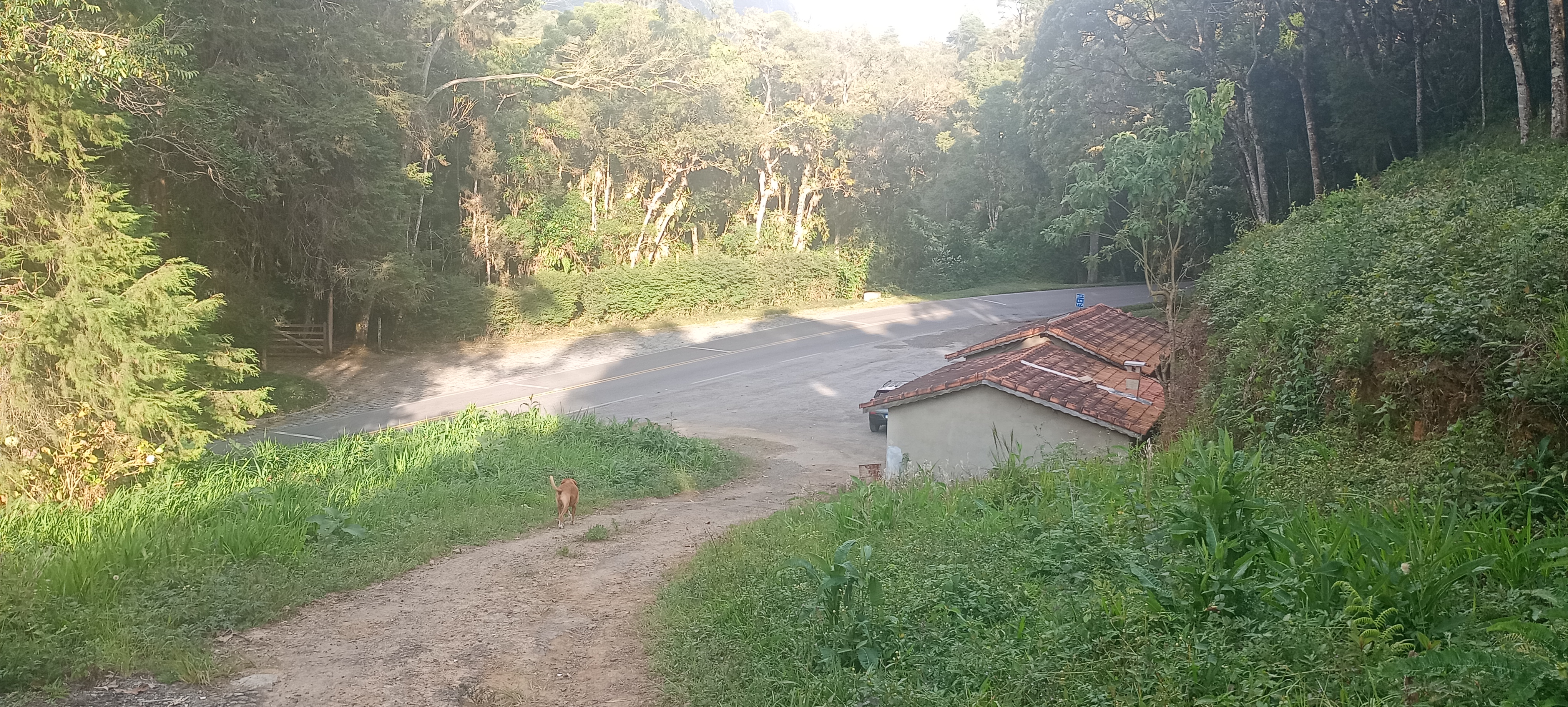
Trecho da BR-354 na altura do bairro Engenho da Serra em Itamonte, no KM 774, a um quilômetro da Tríplice Divisa Minas-Rio-SP

| - BR-304 - BR-307 - BR-308 - BR-316 - BR-317 - BR-319 - BR-324 - BR-330 - BR-342 - BR-343 | - BR-349 - BR-352 - BR-354 - BR-356 - BR-359 - BR-361 - BR-363 - BR-364 - BR-365 - BR-367 | - BR-369 - BR-373 - BR-374 - BR-376 - BR-377 - BR-381 - BR-383 - BR-386 - BR-392 - BR-393 |

#### Rodovias de ligação
| - BR-401 - BR-402 - BR-403 - BR-404 - BR-405 - BR-406 - BR-407 - BR-408 - BR-409 - BR-410 - BR-411 - BR-412 - BR-413 - BR-414 - BR-415 - BR-416 - BR-417 - BR-418 - BR-419 - BR-420 - BR-421 - BR-422 - BR-423 - BR-424 - BR-425 - BR-426 - BR-427 - BR-428 - BR-429 - BR-430 - BR-431 - BR-432 - BR-433 | - BR-434 - BR-435 - BR-436 - BR-437 - BR-438 - BR-439 - BR-440 - BR-447 - BR-448 - BR-450 - BR-451 - BR-452 - BR-453 - BR-454 - BR-455 - BR-456 - BR-457 - BR-458 - BR-459 - BR-460 - BR-461 - BR-462 - BR-463 - BR-464 - BR-465 - BR-466 - BR-467 - BR-468 - BR-469 - BR-470 - BR-471 - BR-472 - BR-473 | - BR-474 - BR-475 - BR-476 - BR-477 - BR-478 - BR-479 - BR-480 - BR-481 - BR-482 - BR-483 - BR-484 - BR-485 - BR-486 - BR-487 - BR-488 - BR-489 - BR-490 - BR-491 - BR-492 - BR-493 - BR-494 - BR-495 - BR-496 - BR-497 - BR-498 - BR-499 - BR-600 - BR-610 |